# Numansdorp
Numansdorp est un village qui fait partie de la commune de Hoeksche Waard dans la province néerlandaise de Hollande-Méridionale. Le 1er janvier 2007, le village comptait 9 010 habitants.
Numansdorp a été une commune indépendante jusqu'au 1er janvier 1984. Elle a fusionné avec Klaaswaal pour former la nouvelle commune de Cromstrijen. Laquelle a fusionné à nouveau en 2019 avec d'autres en une commune nouvelle nommée Hoeksche Waard.

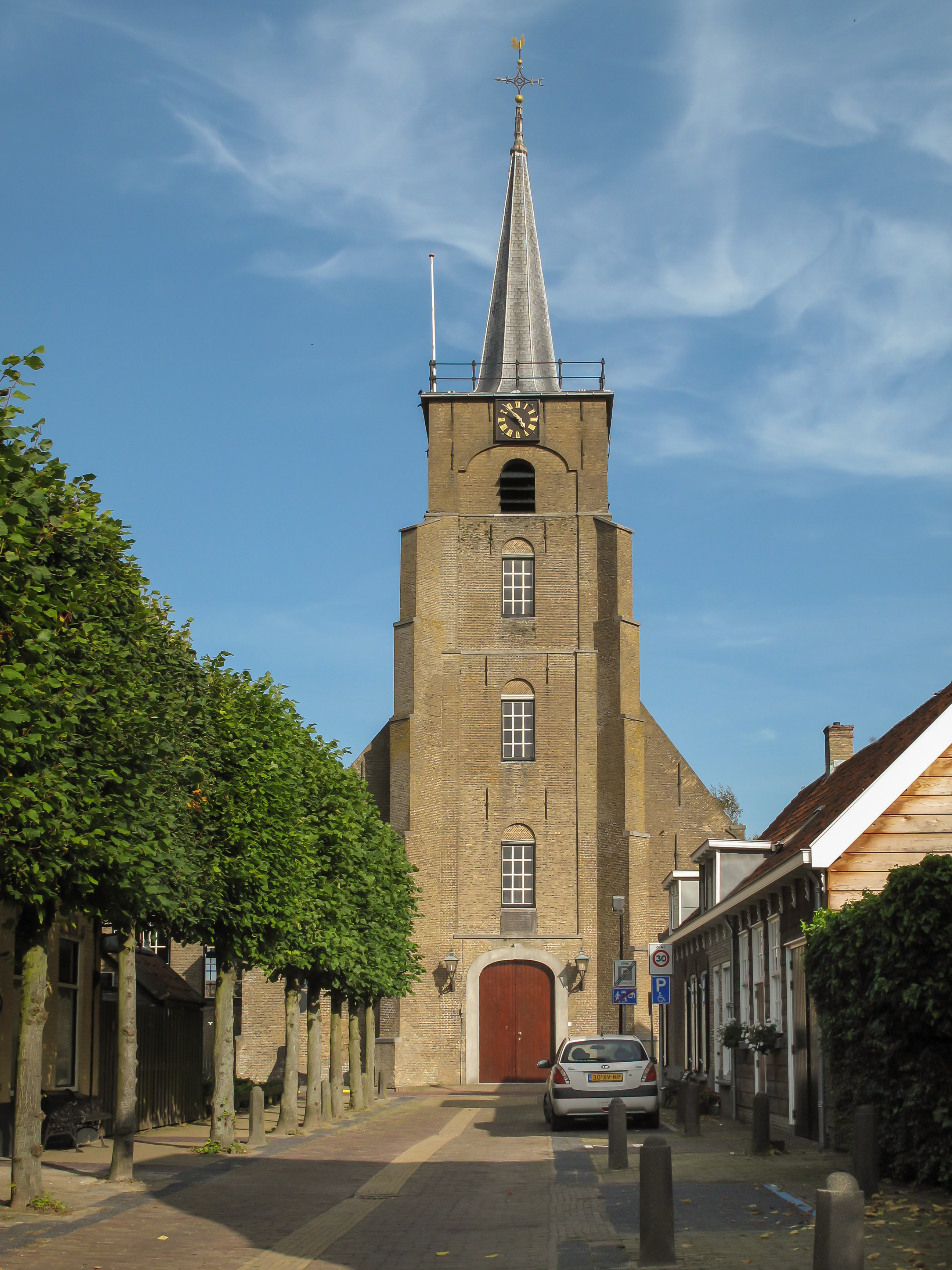
Numansdorp, l'église du village